# Henry Dreyfuss

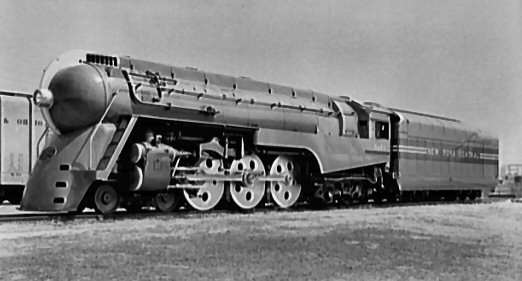
Una locomotiva tipo J3a della NYC, con un involucro aerodinamico, destinata al traino del 20th Century Limited.

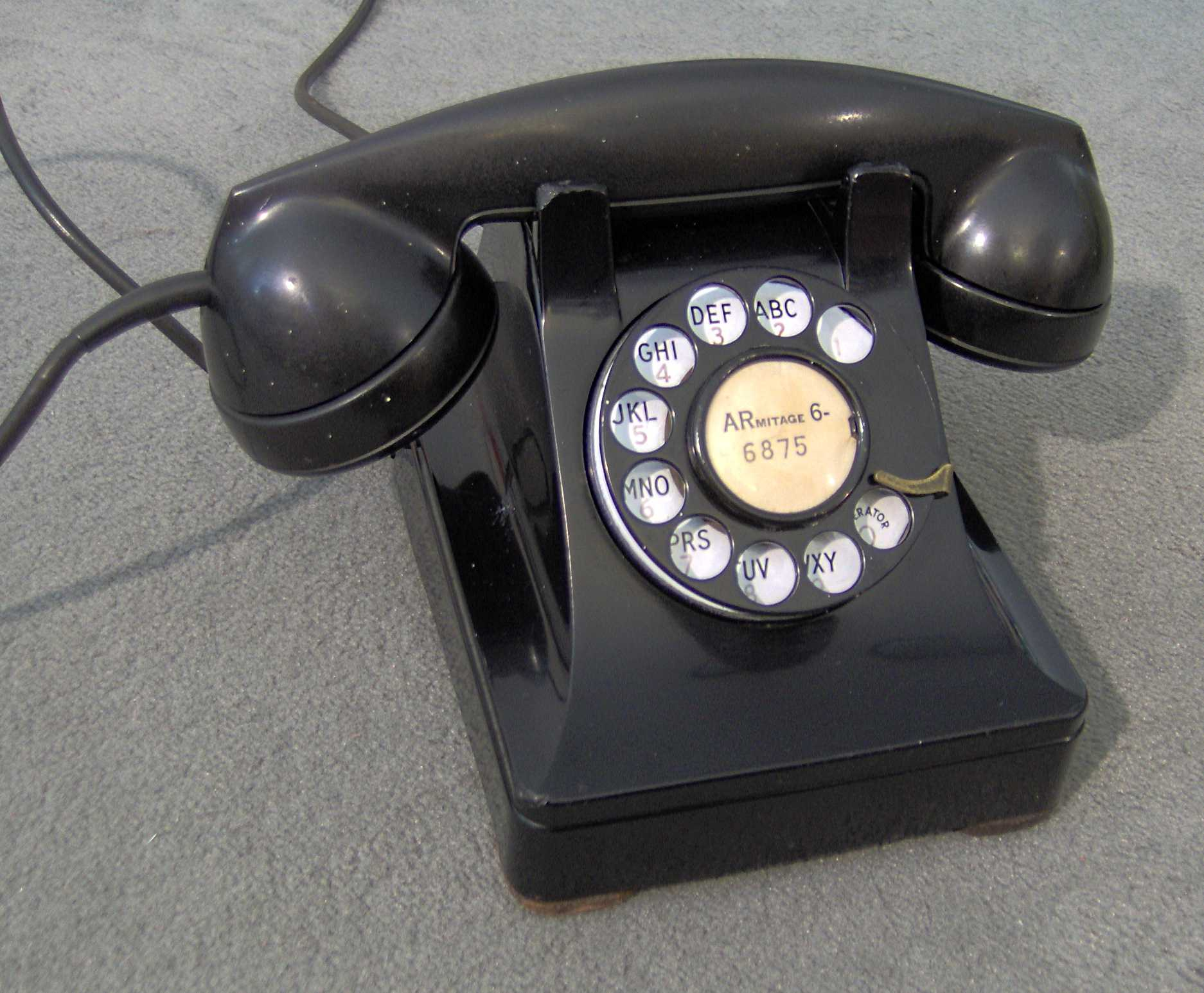
Il telefono modello 302 della Western Electric.

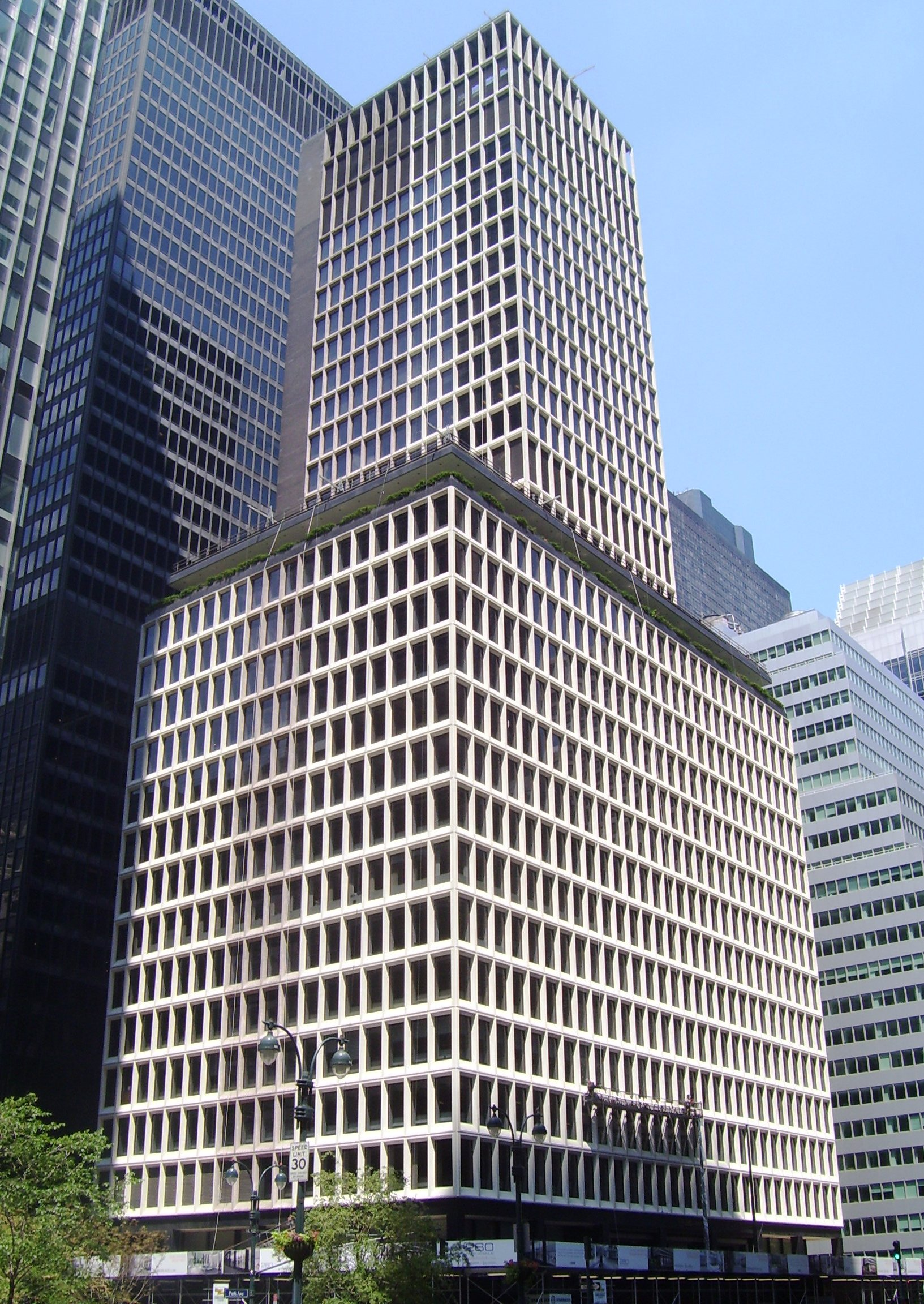
Edificio al 280 di Park Avenue a Manhattan.

Henry Dreyfuss (/ˈdraɪfəs/; Brooklyn, 2 marzo 1904 – South Pasadena, 5 ottobre 1972) è stato un designer statunitense.

## Biografia
Dreyfuss fu il più famoso delle celebrità del disegno industriale a cavallo tra gli anni trenta e quaranta, per cui migliorò notevolmente l'aspetto e l'uso di una miriade di produzioni e oggetti di consumo. A differenza di Raymond Loewy e altri contemporanei, Dreyfuss non si presentò come un'icona di stile: per la sua ideologia si applicò sul senso pratico e su un approccio scientifico alla risoluzione dei problemi progettuali. Il suo contributo fu prominente tanto in campo consumistico, quanto significativo sui campi quali l'ergonomia, l'antropometria e i fattori umani. Fino al 1920 Dreyfuss studiò come apprendista scenografo di Norman Bel Geddes, che in seguito diverrà il suo concorrente principale, poi aprì il proprio studio nel 1929 e continuò a lavorare su attività teatrali e sul design. Ebbe un successo commerciale immediato e di lunga durata. 
Nel 1955, Dreyfuss scrisse Designing for People, un'autobiografia che presenta le sue scale antropometriche semplificate nominate "Joe" e "Josephine". Nel 1960 pubblicò The Measure of Man, un trattato sull'ergonomia. Nove anni dopo, nel 1969, lasciò l'azienda che aveva fondato.
Dreyfuss fu il primo presidente della Industrial Designers Society of America (IDSA).
Si suicidò assieme alla moglie, Doris Marks, nella loro auto, avvelenandosi con monossido di carbonio. All'inizio di quell'anno, le fu diagnosticato un cancro al fegato. L'azienda di design, Henry Dreyfuss Associates, rimase in attività dopo la sua morte.

### Design
- "Western Electric 302" telefono per la Bell Laboratories (1930, prodotto dal 1937-1950)
- Aspirapolvere Hoover "Model 150" (1936)
- Orologio Westclox "Big Ben" (1939)
- Locomotiva della New York Central Railroad Mercury, e carrozze (1936)
- Locomotiva NYC Hudson della "Twentieth Century Limited" (1938)
- La città modello "Democracity" alla New York World's Fair del 1939, Trylon and Perisphere
- Trattori John Deere Model A e Model B (1938)
- Penna stilografica Wahl-Eversharp Skyline (1940)
- Macchina da scrivere Royal Typewriter Company Quiet DeLuxe (anni '40)
- Telefono "Model 500 telephone" (1949), Bell System
- Navi a vapore S.S. Independence e S.S. Constitution per la American Export Lines (1951-2)
- Termostato Honeywell T87 (1953)
- Aspirapolvere Hoover model 82 che fluttua sul cuscino d'aria asausta della stessa (1954)
- Aspirapolvere Hoover model 65 (1957)
- Telefono "Princess" (1959)
- Il Trust Building, 280 Park Avenue, Manhattan, New York City, con Emery Roth & Sons (1963)[2]
- Telefono "Trimline" (1965)
- Macchina fotografica Polaroid SX-70 (1972)

### Pubblicazioni e scritti autografi
- (EN) Symbol Sourcebook: An Authoritative Guide to International Graphic Symbols, New York, John Wiley & Sons, 1984, ISBN 0-471-28872-1.
- (EN) Designing for People, New York, Allworth Press (edizione illustrata), 2003, ISBN 1-58115-312-0.

### Fonti
- (EN) Russell Flinchum, Henry Dreyfuss, Industrial Designer: The Man in the Brown Suit, Milano, Rizzoli Editore, 1997, ISBN 0-8478-2010-6.
- (EN) Christopher Innes, Designing Modern America: Broadway to Main Street, New Haven, Yale University Press, 2005, ISBN 0-300-10804-4.
- (EN) Norval White, Elliot Willensky e Fran Leadon, AIA Guide to New York City, 5ª ed., New York, Oxford University Press, 2010, ISBN 9780195383867.